# Ксенжостани-Кольонія
Ксенжостани-Кольонія (пол. Księżostany-Kolonia) — село в Польщі, у гміні Комарув-Осада Замойського повіту Люблінського воєводства.
Населення — 132 особи (2011).
У 1975-1998 роках село належало до Замойського воєводства.

## Демографія
Демографічна структура станом на 31 березня 2011 року:
|          | Загалом | Допрацездатний вік | Працездатний вік | Постпрацездатний вік |
| -------- | ------- | ------------------ | ---------------- | -------------------- |
| Чоловіки | 69      | 16                 | 42               | 11                   |
| Жінки    | 63      | 12                 | 33               | 18                   |
| Разом    | 132     | 28                 | 75               | 29                   |